# Урике (муниципалитет)
Урике (исп. Urique) — муниципалитет в Мексике, штат Чиуауа с административным центром в одноимённом посёлке. Численность населения, по данным переписи 2010 года, составила 20 386 человек.

## Общие сведения
Название Urique с языка тараумара можно перевести как место оврагов.
Площадь муниципалитета равна 3302 км², что составляет 1,33 % от общей площади штата, а наивысшая точка — 2407 метров, расположена в поселении Меса-Уикочи.
Он граничит с другими муниципалитетами штата Чиуауа: на севере с Магуаричи и Бокойной, на востоке с Гуачочи и Батопиласом, на западе с Гуасапаресом, а на юге с другим штатом Мексики — Синалоа.

## Учреждение и состав
Муниципалитет был образован 14 декабря 1860 года, в его состав входит 818 населённых пунктов, самые крупные из которых:
| Код INEGI                  | Населённый пункт                                                                         | Численность населения (2005 год) | Численность населения (2010 год) |
| -------------------------- | ---------------------------------------------------------------------------------------- | -------------------------------- | -------------------------------- |
| 065                        | Всего                                                                                    | 19566                            | 20386                            |
| 0042                       | Сан-Рафаэль (исп. San Rafael) 27°29′19″ с. ш. 107°53′17″ з. д.                           | 2168                             | 2160                             |
| 0012                       | Серокауи (исп. Cerocahui) 27°17′52″ с. ш. 108°03′19″ з. д.                               | 1304                             | 1556                             |
| 0005                       | Бауичиво (исп. Bahuichivo) 27°24′35″ с. ш. 108°04′01″ з. д.                              | 1365                             | 1502                             |
| 0001                       | Урике (исп. Urique) 27°12′45″ с. ш. 107°54′50″ з. д. (административный центр)            | 984                              | 1102                             |
| 0024                       | Гуапалайна (исп. Guapalayna) 27°10′39″ с. ш. 107°53′40″ з. д.                            | 428                              | 508                              |
| 0014                       | Сьенегита-Льювия-де-Оро (исп. Cieneguita Lluvia de Oro) 27°08′07″ с. ш. 108°01′47″ з. д. | 307                              | 361                              |
| 1877                       | Корареачи (исп. Corareachi) 27°16′28″ с. ш. 107°41′50″ з. д.                             | 99                               | 305                              |
| —                          | Прочие                                                                                   | 12911                            | 12892                            |
| Названия на карте Генштаба |                                                                                          |                                  |                                  |

## Экономика
По статистическим данным 2000 года, работоспособное население занято по секторам экономики в следующих пропорциях:
- сельское хозяйство и рыболовство — 42 %;
- торговля, сферы услуг и туризма — 30,9 %;
- производство и строительство — 22,9 %;
- безработные — 4,2 %.

## Инфраструктура
По статистическим данным 2010 года, инфраструктура развита следующим образом:
- электрификация: 34,7 %;
- водоснабжение: 71,6 %;
- водоотведение: 59 %.

## Достопримечательности
В муниципалитете находится несколько исторических объектов:
- церковь Святой Марии Монсерратской, построенная в XX веке в муниципальном центре;
- церковь миссионеров, построенная в XIX веке в Серокауи.

## Фотографии
- Ж/д станция Дивисадеро
- Церковь миссионеров в Серокауи
- Река Фуэрте